# قصرقند
قَصرقَند 
(به بلوچی: کَسِرکند) یکی از شهرهای استان سیستان و بلوچستان، ایران و مرکز شهرستان قصرقند است که به شهر انبه انباگ شهرت دارد . این شهر از دو شهرک و بافت جدا از هم شامل قصرقند و کورسر تشکیل می شود. قصرقند در جنوب سیستان و بلوچستان با بیش از ۴۴۰ مكان طبیعی، تاریخی، و سنگ نگاره ها ، قنوات، رودهای پر آب،میوهای چهار فصل و استوایی این شهر است  نخلستان ها و شالیزارها مكانی شگفت انگیز برای مسافران نوروزی است.

## سوغات

### غذاهای سنتی
انباگ ، در گویش این منطقه به آن اَمباگ نیز می گویند.

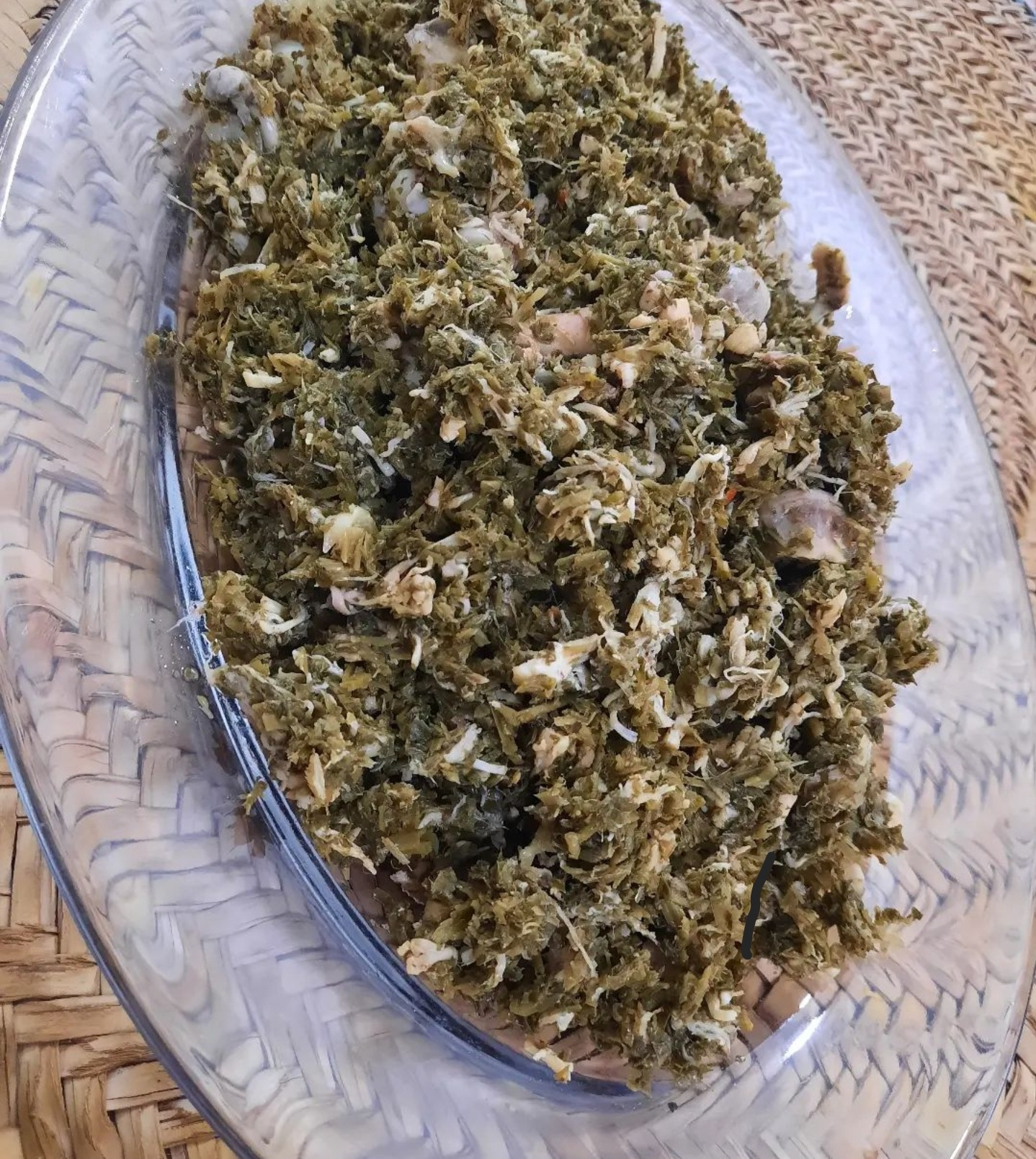
انباگ غذای محلی

### صنایع دستی
- گلدوزی
- گلیم
- سفالگری
- حصیر بافی
- چادر بافی
- سواس (کفش بلوچی)

### محصولات کشاورزی
- برنج
- چتنی(ترشی انبه)
- حبوبات (باقلا، ماش)
- خرما
- مرکبات
- چمات
- بامیه
- پیاز
- سیر
- لیمو
- انبه

## پیشینه
لغتنامهٔ دهخدا به نقل از جلد ۸ فرهنگ جغرافیایی ایران می‌نویسد:
قصرقند، قصبه مرکز بخش قصرقند شهرستان چاه بهار در ۱۱۰ هزار گزی چاه بهار و ۵۶ هزار گزی خاور نیک‌شهر، کنار رودخانه کاجو. موقعیت جغرافیایی آن کوهستانی و گرمسیر مالاریائی است. سکنه آن ۴۰۰۰ تن است. آب آن از قنات و رودخانه و محصول آن غلات، خرما، لبنیات، برنج و شغل اهالی زراعت و گله داری است. راه فرعی و پاسگاه ژاندارمری و دبستان دارد. قلعه خرابه قصرقند از ابنیه بسیار قدیم است. با
نامداران قصرقندی (کسرکندی)
شی محمد درفشان (شاعر)
فیض محمد (خواننده)
و...

## جمعیت
بر پایه سرشماری عمومی نفوس و مسکن در سال ۱۳۹۵ جمعیت این شهر ۱۱٬۶۰۵ نفر (۲٬۶۴۹ خانوار) بوده‌است.